# Morten Olsen (handebolista)
Morten Olsen (Osted, 11 de outubro de 1984) é um handebolista profissional dinamarquês, campeão olímpico.

## Carreira
Olsen fez parte do elenco medalha de ouro nos Jogos Olímpicos Rio 2016.